# ローバー・75
75は、ローバーが製造・販売していた乗用車である。

## 概要
ローバー・600とローバー・800の後継車種にあたり、派生モデルとしてステーションワゴン版の「ローバー75・ツアラー」が販売された。
1998年の英国モーターショーでデビューした。開発には当時の親会社であるBMWの影響があり、競合し得るBMWの各モデル（3シリーズ、5シリーズなど）との差別化のため、英国調を前面に出した高級感のある内外装デザインを採用している。
エンジンはローバー製直列4気筒ガソリンエンジンと、ローバーが開発し、後に起亜自動車でライセンス生産が行われたKV6というV型6気筒ガソリンエンジン、BMW製の直列4気筒ディーゼルエンジン、最終モデルではフォード製のV型8気筒を搭載したものもあった。
駆動方式はV8モデルのみ後輪駆動（FR）で、それ以外は前輪駆動である。
2004年にはマイナーチェンジが施されたが、MGローバーの経営破綻によって2005年4月に製造・販売を終了した。
生産は当初オックスフォードのカウリーにあるオックスフォード工場で行われ、後にバーミンガムのMGローバーロングブリッジ工場に移管された。

### 日本での販売
1999年9月、ローバージャパンによってセダンの「コニサー」と「クラブ」（ともにKV6エンジンを搭載）が発売されたが、2000年頃にBMWがローバー部門から撤退したため、輸入を中止した。
2003年にはMG ROVER NIPPON（オートトレーディングルフトジャパン）による輸入が再開され、同時に「75ツアラー」も販売された。

### その他
- バッジエンジニアリングによる姉妹車として、MGブランドの「ZT」があった。
- 中国の上海汽車がローバー75の生産設備を買い取り、一部改良の上「栄威（ロンウェイ, Roewe）750」の名称で2006年から2016年まで製造・販売した[2]。ローバーブランドはフォード→タタの所有であるため使用できず、独自のブランドを付けた。またRoewe 750は当時上海汽車の子会社であった韓国・双龍自動車でも生産される予定との報道もあった[3]。